# تششمندغان مجيد
تششمندغان مجید (بالإنجليزية: Cheshmandegan-e Majid)‏ هي قرية تقع في قسم تشنارود الشمالي الريفي (مقاطعة تشادغان) في إيران. يقدر عدد سكانها بـ 211 نسمة بحسب إحصاء 2016.